# Lista de senhores de Tábua
Lista dos Senhores da Honra da Cunha, Senhores da Vila de Tábua de juro e herdade, Senhores do Morgado de Tábua, dos Senhores de Cabeceiras de Basto de juro e herdade, Senhores de Portocarreiro de juro e herdade, dos Senhores de Santar de juro e herdade, Senhores de Senhorim de juro e herdade, Senhores de Óvoa de juro e herdade, Senhores de Barreiro de juro e herdade e dos Senhores do Teixoso: 

## Senhores da Honra da Cunha
- Paio Guterres da Cunha, 1.º Senhor da Honra da Cunha (1066-1068 - ?)

## Senhores de Tábua
- Uzberto, 1.º Senhor de Tábua de juro e herdade
- Mor Uzbertiz, 2.ª Senhora de Tábua de juro e herdade
  - Fernão Pais da Cunha, 2.º Senhor da Honra da Cunha, 2.º Senhor Consorte de Tábua de juro e herdade, Senhor do Padroado da Igreja de Tábua, Senhor do Padroado da Igreja de São Miguel da Cunha, Senhor do Padroado do Mosteiro de São Simão da Junqueira, Senhor do Padroado do Mosteiro de São Salvador do Souto, Senhor do Padroado do Mosteiro de Santo Estêvão de Vilela, etc (1103 - c. 1180)

## Senhores da Honra da Cunha e Senhores de Tábua
- Lourenço Fernandes da Cunha, 3.º Senhor da Honra da Cunha, 3.º Senhor de Tábua de juro e herdade (c. 1145 - d. 1225)

## Senhores da Honra da Cunha
- Egas Lourenço da Cunha, 4.º Senhor da Honra da Cunha

## Senhores da Honra da Cunha e Senhores do Morgado de Tábua
- Gomes Lourenço da Cunha, 3.º Senhor de Tábua de juro e herdade, 5.º Senhor da Honra da Cunha, Padrinho de D. Dinis I de Portugal
- João Lourenço da Cunha, 6.º Senhor da Honra da Cunha, 1.º Senhor do Morgado de Tábua

## Senhores da Honra da Cunha, Senhores de Tábua e Senhores do Morgado de Tábua
- Martim Vasques da Cunha, o Velho, 7.º Senhor da Honra da Cunha, 4.º Senhor de Tábua de juro e herdade, 2.º Senhor do Morgado de Tábua, Alcaide Mor do Castelo de Celorico de Basto (? - 1305)
- Vasco Martins da Cunha, o Seco, 8.º Senhor da Honra da Cunha, 5.º Senhor de Tábua de juro e herdade, 3.º Senhor do Morgado de Tábua
- Martim Vasques da Cunha, 9.º Senhor da Honra da Cunha, 6.º Senhor de Tábua de juro e herdade, 4.º Senhor do Morgado de Tábua (c. 1256 - a. 24 de Outubro de 1333)
- Vasco Martins da Cunha, 10.º Senhor da Honra da Cunha, 7.º Senhor de Tábua de juro e herdade, 5.º Senhor do Morgado de Tábua, 1.º Senhor Consorte de Castanheira, 1.º Senhor Consorte do Couto de Pinheiro, 1.º Senhor de Segadães, 1.º Senhor de Paços (c. 1328 - 1407)
- Martim Vasques da Cunha, 11.º Senhor da Honra da Cunha, 8.º Senhor de Tábua de juro e herdade, 6.º Senhor do Morgado de Tábua, 12.º Senhor do Morgado da Albergaria de São Mateus, 7.º Senhor do Morgado do Hospital de Santo Eutrópio em São Bartolomeu, Lisboa, 1.º Conde de Valencia, 1.º Senhor Consorte de El Frechoso, 2.º Conde Consorte de Valencia de Campos (c. 1357 - 1417)

## Senhores da Honra da Cunha e Senhores do Morgado de Tábua
- Pedro Vaz da Cunha, 12.º Senhor da Honra da Cunha, 7.º Senhor do Morgado de Tábua, 2.º Senhor de Castanheira, 2.º Senhor do Couto de Pinheiro, 1.º Senhor de Angeja, 1.º Senhor de Figueiredo de juro e herdade, 1.º Senhor de Assequins de juro e herdade

## Senhores da Honra da Cunha, Senhores de Tábua e Senhores do Morgado de Tábua
- Vasco Martins da Cunha, 13.º Senhor da Honra da Cunha, 9.º Senhor de Tábua de juro e herdade, 8.º Senhor do Morgado de Tábua, 1.º Senhor de Penalva de juro e herdade, 1.º Senhor de São Gião de juro e herdade, 1.º Senhor de Ázere de juro e herdade, 1.º Senhor de Sinde de juro e herdade (c. 1360 - ?)
- Martim Vasques da Cunha, 14.º Senhora da Honra da Cunha, 10.º Senhor de Tábua de juro e herdade, 9.º Senhor do Morgado de Tábua (c. 1390 - a. 1472)
- Álvaro da Cunha, 15.º Senhor da Honra da Cunha, 11.º Senhor de Tábua de juro e herdade, 10.º Senhor do Morgado de Tábua, 2.º Senhor Consorte da Lousã de juro e herdade (c. 1416 - 1482)
- Mécia da Cunha, 16.ª Senhora da Honra da Cunha, 12.ª Senhora de Tábua de juro e herdade, 11.ª Senhora do Morgado de Tábua (c. 1466 - a. 1520)[3]
  - Pedro Gomes de Abreu, 16.º Senhor Consorte da Honra da Cunha, 12.º Senhor Consorte de Tábua de juro e herdade, 11.º Senhor Consorte do Morgado de Tábua, 1.º Senhor da Quinta da Nespereira, em Vilar da Ordem, São Pedro de Povolide, 1.º Senhor da Quinta de Lusinde (1454 - a. 1515)
- Luís da Cunha, 17.º Senhor da Honra da Cunha, 13.º Senhor de Tábua de juro e herdade, 12.º Senhor do Morgado de Tábua (c. 1445 - d. 1520)

## Senhores da Honra da Cunha e Senhores de Tábua
- D. Aires da Cunha, Senhor da Honra da Cunha, 14.º Senhor de Tábua de juro e herdade (c. 1444 - 1523)
- D. Ana da Cunha, Senhora da Honra da Cunha, Senhora de Tábua de juro e herdade (c. 1585 -?)
- D. Lourenço da Cunha, Senhor da Honra da Cunha, 16.º Senhor de Tábua de juro e herdade
- D. António Álvares da Cunha, Senhor da Honra da Cunha, 17.º Senhor de Tábua de juro e herdade (1626 -?), pai de D. Luís da Cunha
- D. Pedro Álvares da Cunha, Senhor da Honra da Cunha, 18.º Senhor de Tábua de juro e herdade (1658 -?), pai de D. António Álvares da Cunha, Senhor da Honra da Cunha e 1.º Conde da Cunha, 19.º Senhor de Tábua de juro e herdade

## Senhores do Morgado de Tábua
- João Gomes da Cunha, 13.º Senhor do Morgado de Tábua, Moço Fidalgo e Fidalgo da Casa Real
- D. Pedro da Cunha, Senhor do Morgado de Tábua (c. 1540 -?)
- D. Aires da Cunha, Senhor do Morgado de Tábua
- D. Lourenço da Cunha, Senhor do Morgado de Tábua
- D. António Álvares da Cunha, Senhor do Morgado de Tábua
- D. Pedro Álvares da Cunha, Senhor do Morgado de Tábua
- D. António Álvares da Cunha, 1.º conde da Cunha, Senhor do Morgado de Tábua
- D. José Vasques Álvares da Cunha, 2.º conde da Cunha, Senhor do Morgado de Tábua
- D. Pedro Álvares da Cunha, 3.º conde da Cunha, Senhor do Morgado de Tábua
- D. José Maria Vasques Álvares da Cunha, 4.º conde da Cunha, Senhor do Morgado de Tábua
- D. Guterre José Maria Vasques Álvares da Cunha, 5.º conde da Cunha, Senhor do Morgado de Tábua [4]

## Senhores de Cabeceiras de Basto e Senhores de Portocarreiro
- Gil Vasques da Cunha, 1.º Senhor de Cabeceiras de Basto de juro e herdade, 10.º Co-Senhor Consorte de Portocarreiro de juro e herdade, Alferes-Mor de Portugal, Alcaide-Mor do Castelo de Marialva (c. 1361 - 1421)
- Fernão Vasques da Cunha, 2.º Senhor de Cabeceiras de Basto de juro e herdade, 11.º Co-Senhor de Portocarreiro de juro e herdade, 1.º Senhor da Maia, 1.º Senhor de Borba, 1.º Senhor de Vale do Bouro, 1.º Senhor de Montelongo, 1.º Senhor de Guilhofrei, 1.º Senhor do Paço de Monchique, no Porto, Rico Homem, Fronteiro Mor de Ceuta (c. 1391 - Marrocos, Setembro de 1437), com geração feminina, que continuou os Senhorios

## Senhores de Santar, Senhores de Senhorim, Senhores de Óvoa e Senhores de Barreiro
- Luís da Cunha, 1.º Senhor de Santar de juro e herdade, 1.º Senhor de Senhorim de juro e herdade, 1.º Senhor de Óvoa de juro e herdade, 1.º Senhor de Barreiro de juro e herdade (? - Viseu, Fevereiro de 1497)
- D. António da Cunha, 2.º Senhor de Santar de juro e herdade, 2.º Senhor de Senhorim de juro e herdade, 2.º Senhor de Óvoa de juro e herdade, 2.º Senhor de Barreiro de juro e herdade
- D. Luís da Cunha, 3.º Senhor de Santar de juro e herdade, 3.º Senhor de Senhorim de juro e herdade, 3.º Senhor de Óvoa de juro e herdade, 3.º Senhor de Barreiro de juro e herdade, Fidalgo da Casa Real
- D. Lopo da Cunha, 4.º Senhor de Santar de juro e herdade, 4.º Senhor de Senhorim de juro e herdade, 4.º Senhor de Óvoa de juro e herdade, 4.º Senhor de Barreiro de juro e herdade
- D. Pedro da Cunha, 5.º Senhor de Santar de juro e herdade, 5.º Senhor de Senhorim de juro e herdade, 5.º Senhor de Óvoa de juro e herdade, 5.º Senhor de Barreiro de juro e herdade (? - Nelas, 15 de Setembro de 1620), com geração que sucedeu nos Senhorios e os continuou em Espanha, tendo sido alterado o nome do primeiro para Senhorio de Assentar, revertidos para a Coroa de Portugal depois de 1 de Dezembro de 1640, e que em Espanha foi elevada aos títulos de Conde de Assentar e de Marquês de Assentar e Conde de Villanova, geração extinta a 24 de Julho de 1798 e títulos caducados a 11 de Março de 1988

## Senhores do Teixoso
- D. António da Cunha, 1.º Senhor do Teixoso
- D. Pero da Cunha, 2.º Senhor do Teixoso